# Boulzane

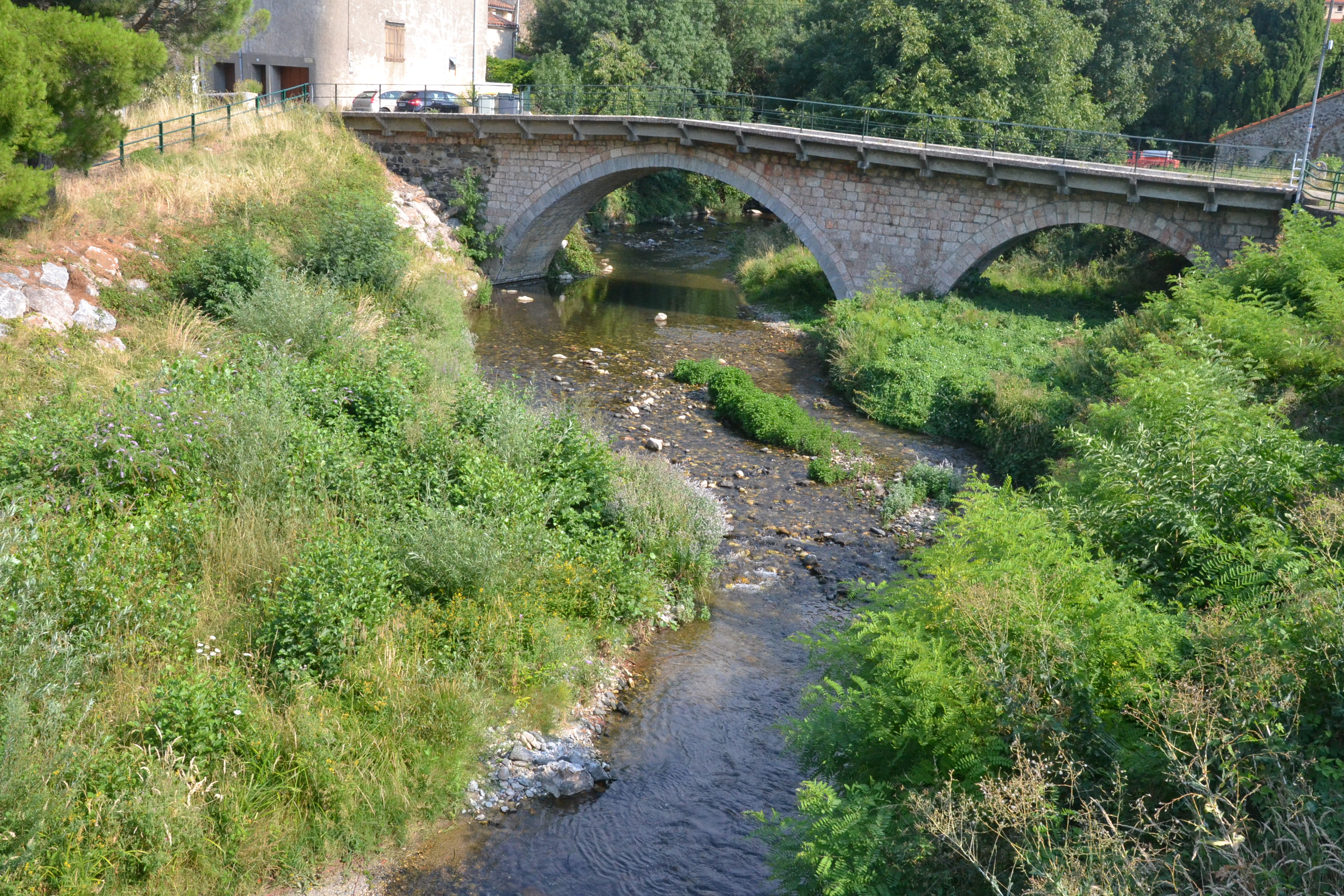
De Boulzane in Caudiès-de-Fenouillèdes

De Boulzane is een 33,9 kilometer lange zijrivier van de Agly in de Franse departementen Aude en Pyrénées-Orientales, in het zuidwesten van het land. De Boulzane ontspringt in de buurt van Montfort-sur-Boulzane op 1670 meter boven het zeeniveau. De rivier stroomt door Lapradelle-Puilaurens, Gincla en Caudiès-de-Fenouillèdes en mondt bij Saint-Paul-de-Fenouillet uit in de Agly, op 260 meter hoogte. De Agly mondt in Le Barcarès uit in de Middellandse Zee.